# 新苫小牧駅
新苫小牧駅（しんとまこまいえき）は、北海道苫小牧市一本松町にあった苫小牧港開発が運営していた貨物線の貨物駅。

## 駅概要

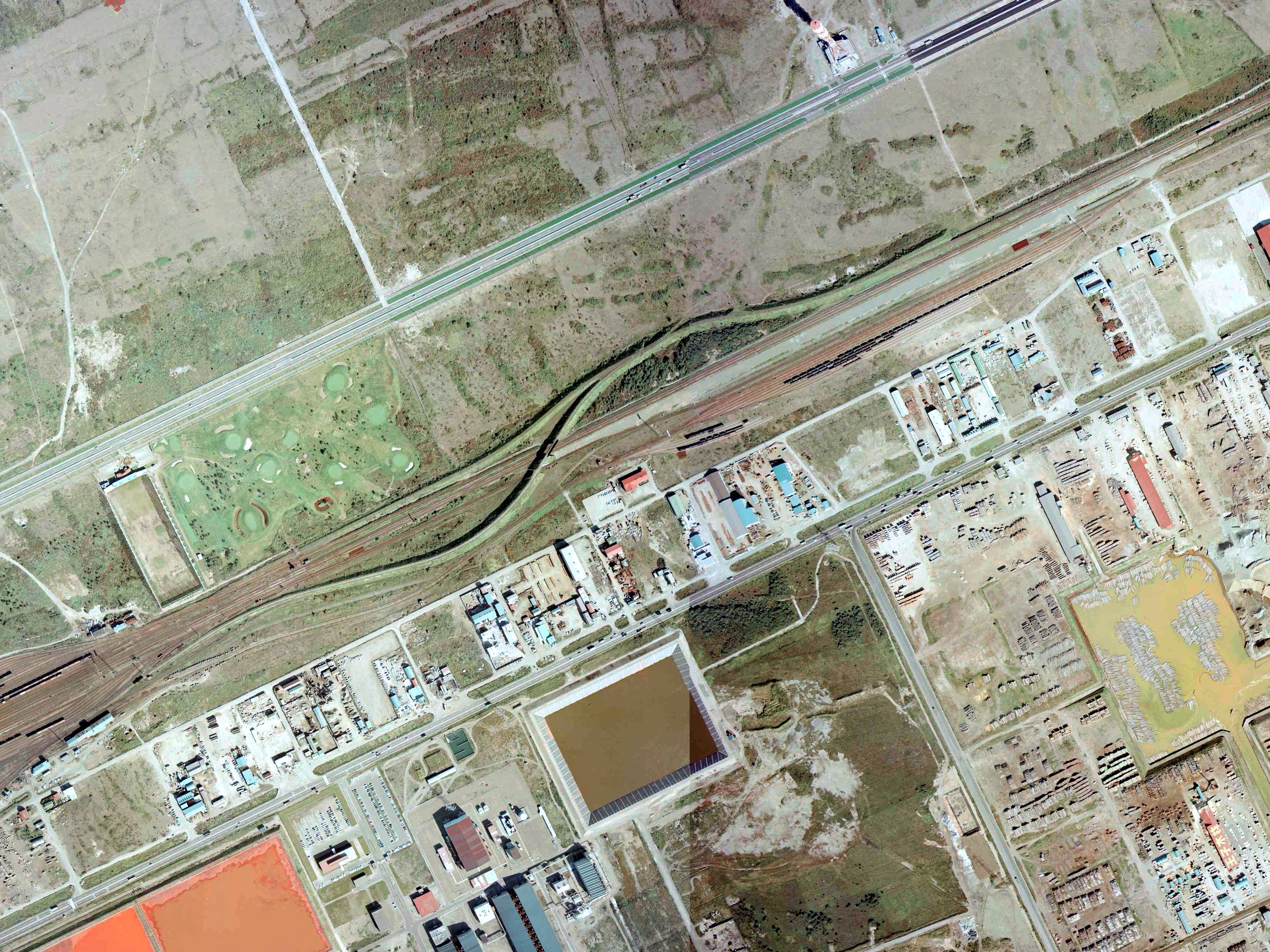
1975年の新苫小牧駅と周囲約2km×1.5km範囲。上の3本が室蘭本線追分方面（複線）及び日高本線勇払方面（単線）。写真中央に赤い屋根の当駅舎、その右方に留置、仕分線。写真左側に苫小牧操車場と石炭埠頭公共臨港線の中野駅。当駅と国鉄線との間の空地には、後に国鉄側の留置線が数本敷設され、こちらは現在まで残されている。1968年の計画段階では、右下の木工団地と水面貯木場へ、中野駅と当駅の連絡線の当駅舎付近から「木工団地公共臨港線」を伸ばして敷設する予定であったが、採算面から取り止めになった。

日本国有鉄道及び日本貨物鉄道の苫小牧操車場（後に貨物駅として整備されて苫小牧駅貨物ホーム）から約1km東（沼ノ端駅）側にあり、同操車場間、及び操車場南東側に設けられた苫小牧市営公共臨港線石炭埠頭線の操車場（中野駅）間にそれぞれ連絡線が敷かれて接続していた。
構内西端港湾側に駅舎、東側に操車場を有していた。

## 歴史
- 1968年（昭和43年）12月3日 開業。初荷列車は自社56tディーゼル機関車牽引の石油10両、肥料6両の16両編成。
- 1998年（平成10年）4月1日 休止。
- 2001年（平成13年）3月31日 廃止。

## 現在の駅周辺
駅南側には倉庫が多い。

## 隣の駅
苫小牧港開発
苫小牧港開発株式会社線
中野駅（苫小牧市営公共臨港線石炭埠頭線） - 新苫小牧駅 - 一本松駅
中野駅との連絡線は当社線本線。
国鉄/JR
室蘭本線
苫小牧操車場/（貨）苫小牧駅 - 新苫小牧駅
連絡線は国鉄/JR線。

## 参考図書
- 苫小牧港開発株式会社20年史 1980年（昭和55年）1月 苫小牧港開発株式会社発行